# Лафонсо Елліс
Лафонсо Дарнелл Елліс (англ. LaPhonso Darnell Ellis; нар. 5 травня 1970, Іст-Сент-Луїс, Іллінойс, США) — американський професіональний баскетболіст, що грав на позиції важкого форварда за декілька команд НБА.

## Ігрова кар'єра
Починав грати у баскетбол у команді старшої школи Лінкольна (Іст-Сент-Луїс, Іллінойс). Двічі приводив команду до титулу чемпіона штату. На університетському рівні грав за команду Нотр-Дейм (1988—1992).
1992 року був обраний у першому раунді драфту НБА під загальним 5-м номером командою «Денвер Наггетс». Професійну кар'єру розпочав 1992 року виступами за тих же «Денвер Наггетс», захищав кольори команди з Денвера протягом наступних 6 сезонів.
З 1999 по 2000 рік грав у складі «Атланта Гокс».
2000 року перейшов до «Міннесота Тімбервулвз», у складі якої провів наступний сезон своєї кар'єри.
Останньою ж командою в кар'єрі гравця стала «Маямі Гіт», до складу якої він приєднався 2001 року і за яку відіграв 2 сезони.